# Christian Stoffaës
Christian Stoffaës est un économiste et haut fonctionnaire français né le 9 mai 1947 à Rouen et mort le 19 mai 2025 à Paris,.
Il est également dirigeant d'entreprise publique et professeur d'université associé. Sa carrière professionnelle se déroule principalement au ministère de l'Industrie et à Électricité de France.
Il est ensuite président du « Cercle des ingénieurs-économistes », vice-président du « Cercle des économistes », délégué général à Paris de la fondation Getulio-Vargas et président exécutif d'Africagrid.

## Biographie

### Jeunesse et études
Christian Stoffaës effectue ses études secondaires au lycée de Meaux, puis suit les classes préparatoires scientifiques du lycée Louis-le-Grand. Ancien élève de l'École polytechnique,, il entre dans le Corps des mines. En 1966, il est major de promotion. Il oeuvre aussi comme président de la société des majors de l’École polytechnique et du Corps des mines. Il est diplômé d'études approfondies de mathématiques de la faculté des sciences de l'université de Paris (1969), diplômé de l'Institut d'études politiques de Paris (1970). En 1972, il obtient un Master of Public Policy (MPP) de la John F. Kennedy School of Government.

### Parcours professionnel
Ingénieur des mines, Christian Stoffaës commence sa carrière au ministère de l’Industrie. De 1972 à 1988, il est d'abord responsable du sous-arrondissement minéralogique, inspecteur général des carrières d'Île-de-France. Il devient sous-directeur des Affaires industrielles internationales, où il participe aux grands contrats d'exportation du choc pétrolier), directeur du Centre d'études et de prévision (où il participe à la conception de la politique industrielle). Nommé directeur adjoint des industries électroniques et de l'informatique, il est aussi devient conseiller technique aux cabinets des ministres André Giraud (1978) dont l'action est associée à la mise en œuvre du programme nucléaire, puis Alain Madelin (1986 et 1995), ministre inspirateur de réformes libérales, fondateur du parti Démocratie libérale. Nommé directeur à Électricité de France de 1988 à 2010, il est étroitement associé à l'évolution de la régulation en Europe et au développement international de l'industrie électrique comme directeur de la Prospective, directeur de l'Inspection générale et directeur des Relations internationales. Il occupe ensuite de nombreux mandats d'influence.

### Parcours professoral
Christian Stoffaës enseigne à l'IEP de Paris.
Il est professeur-associé à l’université Paris-Dauphine où il enseigne la gouvernance mondiale du climat et à l’université Panthéon-Assas, où son enseignement porte sur les stratégies des entreprises internationales. II est membre du conseil d'administration de l'université Paris Sorbonne-Paris IV jusqu'en 2012. 

## Fonctions annexes, associatives et bénévoles
Dans sa fonction de directeur de la Prospective et des Relations internationales d’EDF, Christian Stoffaës organise des missions d’études parlementaires dans la plupart des pays ayant recours à l'énergie nucléaire et des sites de centrales dans le monde. Il participe à toutes les conférences du changement climatique, de Rio, à Kyoto jusqu'à Marrakech (novembre 2016).
Il fonde le groupe E7 des plus grandes compagnies d’électricité du monde, est le directeur exécutif de son fonds d’investissement, initiative précurseur du programme de l’ONU SE4All. Il fonde et dirige l’organisation « Initiative pour des services d’utilité publique en Europe » (ISUPE) et sa collection « Actualité des services publics en Europe » (ASPE).
Il est par ailleurs :
- vice-président du Cercle des économistes ;
- président du Cercle des ingénieurs économistes ;
- membre du comité de la fondation Maurice Allais ;
- membre associé du conseil général de l'Économie du ministère de l'Économie et des Finances ;
- président de l'institut d'Histoire de l'industrie dont il dirige la collection « Histoire industrielle » ;
- membre du comité de rédaction de la revue Problèmes économiques ;
- membre du conseil d'administration et président d'honneur du Centre d'études prospectives et d'informations internationales - CEPII (dont il a été le président de 2004 à 2010) ;
- membre du Siècle ;
- membre de la fondation Concorde ;
- membre du conseil d'administration de l'institut Jacques-Delors ; membre du comité de rédaction de la revue Commentaire;
- membre du conseil d'administration de l'association des lauréats du concours général ;
- président du Conseil d'analyse économique franco-allemand ;
- membre du Kuratorium de l’institut de Genshagen.

Son activité de président exécutif d'Africagrid, un consortium d'entreprises électriques tournées vers l'Afrique, le conduit à développer de nouvelles coopérations Europe-Méditerranée-Afrique avec des industriels et des universitaires.

## Publications

### Rapports officiels
Christian Stoffaës est l’auteur de nombreux rapports officiels parmi lesquels :
- « Informatique et emploi » (en collaboration, 1981). « L'Économie face à l'écologie » (Commissariat général du Plan, La Découverte, 1993).
- Rapport au ministre des Entreprises Hervé Novelli « Mittelstand : notre chaînon manquant » (Conseil d'analyse économique franco-allemand, 2008).
- Sur les services publics dans le grand marché européen : « L'Europe de l'utilité publique » (ministère de l'Économie, ASPE, 1994).
- « L'Europe à l'épreuve de l'intérêt général » (ASPE, 1995).
- « Les réseaux de service public dans le monde » (ASPE, 1995).
- « Services publics: questions d'avenir » (Commissariat général du Plan, Odile Jacob, 1995).
- « L'Europe, avenir du ferroviaire » (ministère des Transports, ASPE, 1995).
- « La régulation des services publics : concilier équité et efficacité » (ASPE, 1996).
- « Les Réseaux de la société d'information » (ASPE, 1996). « Entreprises de service public européennes et relations sociales » (ASPE, 1996).
- « Vers un service public européen » (ASPE, 1996). « Le financement des systèmes de retraite spéciaux » (ASPE, 1997).
- « Dictionnaire des services publics en Europe » (ASPE, 2000).
- « La régulation des services publics en Europe » (ASPE, 2000).
- « Vers une régulation européenne des réseaux » (ministère des Affaires étrangères, ASPE, 2003).
- « L'accès aux services d'intérêt économique général » (ASPE, 2003).
- Sur les questions d'énergie et de développement durable : « Mission relative à la régulation et au développement de la filière photovoltaïque en France » (Inspection générale des finances-Conseil général de l'industrie, de l'énergie et des technologies, 2010).
- « Rapport au président de la République Nicolas Sarkozy sur la coopération franco-allemande dans les énergies du futur » (Conseil d'analyse économique franco-allemand, 2009).
- Rapport au ministre de l'écologie et du développement durable Jean-Louis Borloo sur le plan solaire méditerranéen (Conseil d'analyse économique franco-allemand, 2010).
- Rapport sur la sécurité gazière de l’Europe : de la dépendance à l’interdépendance (rapport de la Commission du Centre d’analyse stratégique, La Documentation française, 2010). Le mécanisme d’accès à l’énergie durable (rapport à la ministre de l’Écologie Nathalie Kosciusko-Morizet, 2012)

### Ouvrages
(mai 2025).
- Nationalisations, en collaboration avec Jacques Victorri Éditions Flammarion (1977)
- La grande menace industrielle, éditions Calmann-Lévy, 1978 1re édition, prix de la Fondation HEC, Prix de l'académie des sciences morales et politiques
- The political economy of the United States, North Holland Elsevier, 1982
- French industrial policy, Brookings Institution, 1984
- Fins de Mondes, éditions Odile Jacob, 1987,  (ISBN 2-738-10019-8)
- Prospective Stratégique d'entreprise, en collaboration avec Jacques Lesourne, éditions Dunod, 1992
- Services publics: questions d'avenir, Odile Jacob, 1995
- Pierre Guillaumat : la passion des grands projets industriels, Éditions Rive droite, 1995
- Georges Besse : des grands projets aux restructurations industrielles, Éditions Rive droite, 1998
- Soleils rouges : une histoire du ministère de l'énergie atomique de l'Union soviétique, en collaboration avec Maria Vasilieva, Éditions Rive droite, 2000
- Sous la direction de Christian Stoffaes : Psychanalyse de l'antilibéralisme, éditions Saint-Simon, 2006

- L'Europe - Avenir du ferroviaire: Rapport au Ministre des Transports, 733 pages, éditeur : Aspe Europe; édition Nouvelle édition, 1995,  (ISBN 2-910-77705-7)
- L'Europe de l'utilité publique: Des industries de services publics rénovées dans l'Europe libérale. Rapport au Ministre de l'économie, 560 pages, éditeur : Aspe Europe, 1995,  (ISBN 2-910777-03-0)
- Environnement et choix économiques d'entreprise, 181 pages, éditions Dunod, 1er décembre 1997,  (ISBN 2-729-60602-5)
- European Regulatory Agencies, éditions Rive Droite, 15 mai 2005,  (ISBN 2-84152-099-4)

#### Ouvrage publié post-mortem
- Christian Stoffaes, Au service de l'atome: Une nouvelle histoire d'EDF, Odile Jacob, 2 juillet 2025, 320 p. (ISBN 2415010324)

### Éditeur et directeur de la collectionHistoire industriellede l'Institut d'Histoire de l'Industrie
(mai 2025).
- "Automobiles Peugeot, une réussite industrielle" (en collaboration avec Jean-Louis Loubet, Economica, 1990).
- "L'Industrie française face à l'ouverture internationale" (Economica, 1991).
- "Naissance des libertés économiques : le décret d'Allarde et la loi Le Chapelier" (Éditions PAU, 1992).
- "L'Ambition technologique, naissance d'Ariane" (Éditions Rive droite, 1994).
- "Airbus, un succès industriel européen" (Éditions Rive droite, 1995).
- "Pierre Guillaumat : la passion des grands projets industriels" (Éditions Rive droite, 1995).
- "Histoire de la France industrielle (ouvrage collectif, sous la direction de Maurice Lévy-Leboyer, Éditions Larousse, 1996).
- "PME et croissance économique : l'expérience française des années 1920" (en collaboration avec Michel Lescure, Economica, 1996).
- "Entreprise, technologie et souveraineté : les télécommunications transatlantiques de la France (XIXe – XXe siècle)" (en collaboration avec Pascal Griset, Éditions Rive droite, 1996).
- "Les Logiques de l'entreprise : rationalisation de l'industrie française (en collaboration avec Aimée Moutet, Ed. EHESS, 1997).
- "Les Ingénieurs des mines du XIXe siècle : histoire d'un corps technique d'État, tome I, 1810-1914" (en collaboration avec André Thépot, Éditions Eska, 1998).
- "Georges Besse : des grands projets aux restructurations industrielles (Éditions Rive droite, 1998).
- "Informatique, politique industrielle, Europe : entre plan, calcul et Unidata" (Éditions Rive droite, 1998).
- "L'Entreprise et la recherche : un siècle de recherche industrielle chez Pechiney (en collaboration avec Muriel Le Roux, Éditions Rive droite, 1998).
- "Naissance d'un service public : le gaz à Paris" (en collaboration avec Jean-Pierre Williot, Éditions Rive droite, 1999).
- "L'Énergie électrique dans la région parisienne : services publics et entreprises privées, 1878-1946" (en collaboration avec Alain Beltran, Éditions Rive droite, 1999).
- "Soleils rouges : l'ambition nucléaire soviétique" (en collaboration avec Maria Vasilieva, Éditions Rive droite, 2000).

## Décorations
- Chevalier de la Légion d'honneur
- Officier de l'ordre national du Mérite
- Commandeur de l'ordre des Palmes académiques

## Vie privée
Christian Stoffaës est veuf de Brigitte Stoffaës, née Sauzay (1947-2003). Ils ont trois enfants. 